# Węgorzowate
Węgorzowate (Anguillidae) – rodzina katadromicznych ryb z rzędu węgorzokształtnych (Anguilliformes). Wszystkie gatunki są poławiane gospodarczo. Jedynym przedstawicielem rodziny w wodach Polski jest węgorz europejski.

## Wędrówki węgorzy
Tarło odbywają w ciepłych i tropikalnych wodach oceanicznych. Dorosłe ryby po tarle prawdopodobnie giną. Larwy (leptocefale) dryfują z prądami morskimi nawet do trzech lat w przypadku węgorza europejskiego. Młode ryby wpływają do wód śródlądowych, gdzie spędzają większą część życia – od kilku do kilkunastu lat. Dorosłe osobniki wracają do oceanu, by odbyć tarło.

## Charakterystyka ogólna
Ciało bardzo długie, w części przedniej niemal cylindryczne, w części ogonowej nieznacznie bocznie spłaszczone, długość ciała dochodzi do 2 m (Anguilla reinhardtii). Łuski drobne, ukryte głęboko w skórze. Płetwa grzbietowa i odbytowa połączone są z płetwą ogonową, brak płetw brzusznych, płetwy piersiowe małe. Początek płetwy grzbietowej jest położony znacznie za płetwami piersiowymi. Linia boczna pełna. Dolna szczęka wysunięta przed górną. Zęby drobne. Oczy dobrze rozwinięte, u młodych i u samic raczej małe, u dorosłych samców wyraźnie większe. Długość życia węgorzy dochodzi do kilkudziesięciu lat.
Węgorze są poławiane dla smacznego mięsa, szczególnie cenionego po uwędzeniu lub zamarynowaniu. Ich krew zawiera toksyczne proteiny niebezpieczne dla człowieka w przypadku zetknięcia jego krwi z krwią węgorza. Związki te tracą toksyczność pod wpływem temperatury i działania enzymów trawiennych.

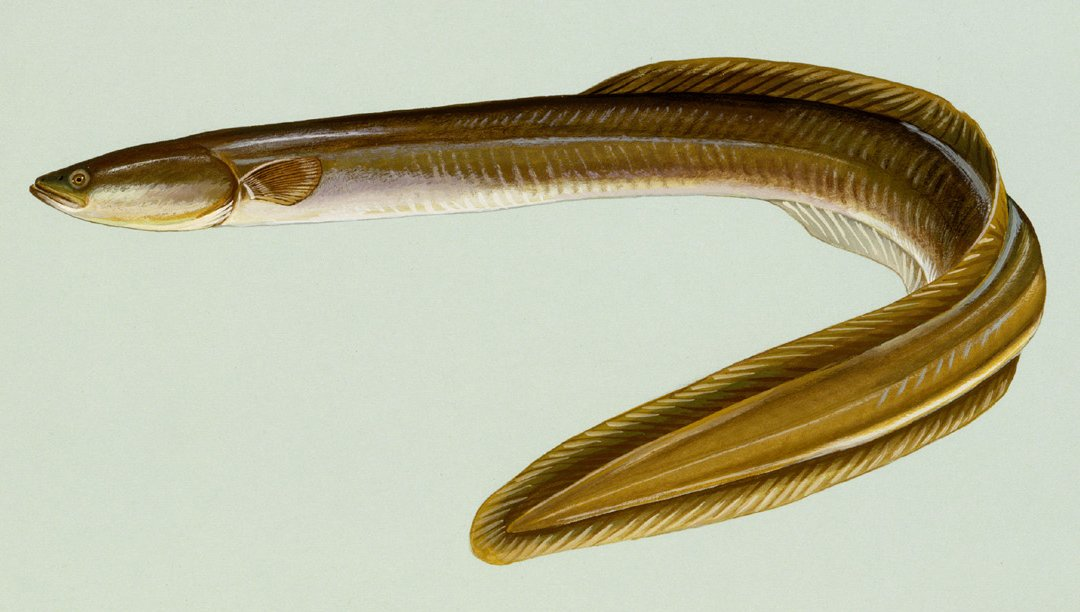
Anguilla rostrata

## Klasyfikacja
Rodzaje zaliczane do tej rodziny:
współcześnie żyjący
- Anguilla Schrank, 1798

wymarły
- Eoanguilla Blot, 1978